# МиГ 1.44
Микојан МиГ 1.44 је технолошки демонстратор двомоторног млазног ловца пете генерације. Развила га је руска компанија Микојан.

## Развој и дизајн
Развој авиона Микојан МиГ 1.44 отпочео је још осамдесетих година двадесетог века у тадашњем Совјетском Савезу, као замена за Сухој Су-27 и као одговор на амерички програм развоја борбеног авиона смањене радарске уочљивости, који је изродио F-22 раптор. Од конструктора авиона се очекивало да  авион има смањену радарску уочљивост и могућност супер-крстарења (лет надзвучном брзином без коришћења додатног сагоревања млазног мотора). Рад на пројекту био је знатно отежан и успорен због распада Совјетског Савеза. И поред свих тешкоћа, првенствено финансијских, рад на пројекту је настављен и прототип је успешно направљен. 29. фебруара 2000. године обављен је први пробни лет прототипа. Авионом је током осамнаестоминутног лета управљао тест-пилот Владимир Горбоонов. Други, двадесетчетвороминутни пробни лет, обављен је 27. априла 2000. године. Авион ипак није ушао у серијску производњу и даљи рад на њему је суспендован.  На московском авиосалону МАКС представљен је обновљени прототип авиона Микојан МиГ 1.44 године 2015. и 2019.
Поједини руски војни аналитичари, попут Дмитрија Дрозденка, верују да је дизајн авиона Микојан МиГ 1.44 имао снажан утицај на дизајн кинеског млазног ловца пете генерације Ченду J-20.